# Marceli Guyski
Marek Marceli Guyski (ur. 17 czerwca 1830 w Krzywoszyńcach, zm. 6 maja 1893 w Krakowie) – polski rzeźbiarz, twórca portretów i medalionów.

## Życiorys
Był synem Faustyna i Róży z Okryńskich. Uczęszczał do gimnazjum w Niemirowie (1843-1853), w latach 1854-1857 studiował w Szkole Sztuk Pięknych w Warszawie, korzystając jednocześnie z lekcji prywatnych. W 1857 wyjechał do Włoch, gdzie kontynuował naukę (Florencja, Bolonia); później osiadł w Rzymie. Nawiązał kontakt z rodziną Branickich, których interesy prowadził wuj rzeźbiarza Wiktor Okryński. Na zamówienie Branickich wykonał dekorację zamku Montrésor w Turenii oraz wiele rodzinnych popiersi. Od 1873 mieszkał na stałe w Krakowie, zajmując się przez pewien czas pracą pedagogiczną (był docentem w Szkole Sztuk Pięknych w Krakowie w latach 1875-1877). Uczestniczył w międzynarodowych wystawach plastycznych w Paryżu (1880, 1887) i Monachium (1882).
Jako tworzywa używał marmuru, terakoty, gipsu i niekiedy brązu. Był głównie twórcą rzeźb portretowych, popiersi i medalionów, m.in. Mickiewicza (1895), Słowackiego, Lenartowicza, Asnyka, czołowych postaci współczesnej arystokracji. Tworzył również rzeźby architektoniczne (m.in. dla gmachu Towarzystwa Kredytowego Ziemskiego w Warszawie) oraz o tematyce religijnej (Chrystus Zmartwychwstały, Chrystus na Krzyżu) i symbolicznej (Anioł Śmierci, 1859); projektował nagrobki.
Po studiach pozostawał pod wpływem włoskiego klasycyzmu. Jego prace znajdują się m.in. w zbiorach Muzeum Narodowego w Krakowie, Poznaniu i Warszawie. Wykonał popiersie Anny Henryki Lewenhard (Pustowójtówny), umieszczone na jej grobie na cmentarzu Montparnasse w Paryżu.
Został pochowany na cmentarzu Rakowickim w Krakowie. Nagrobek Guyskiego został wykonany przez jego ucznia Tadeusza Błotnickiego i odsłonięty w czerwcu 1906.

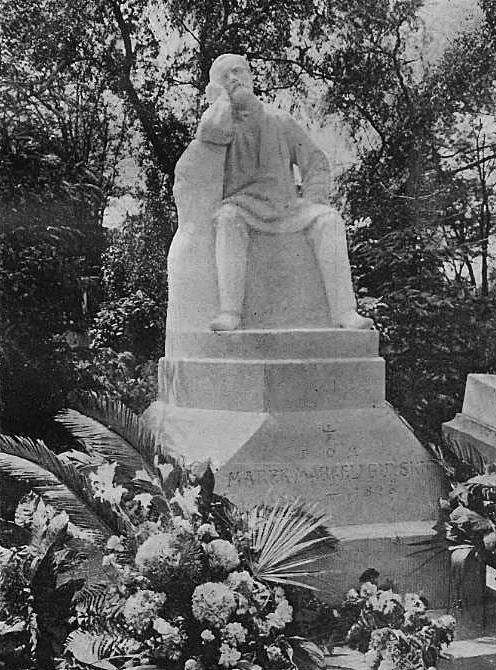
Pomnik nagrobny Marcelego Guyskiego po odsłonięciu w 1906
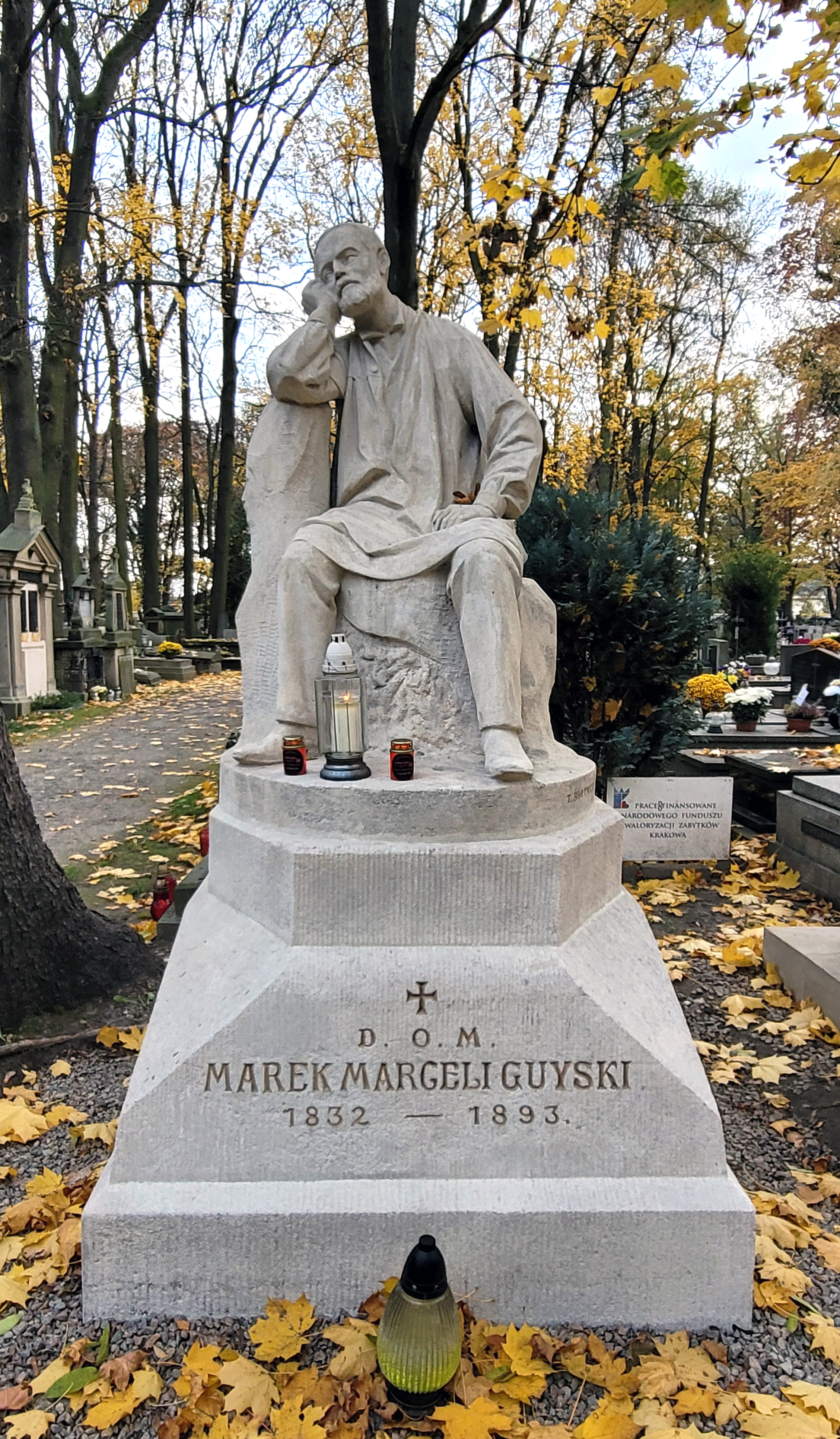
Stan po odnowieniu (2024)